# Вест Каролтон (Охајо)
Вест Каролтон (енгл. West Carrollton) град је у америчкој савезној држави Охајо.

## Демографија
По попису из 2010. године број становника је 13.143.
| Група             | 2000.    | 2010.          |
| Белци             | 0 (0,0%) | 11.200 (85,2%) |
| Афроамериканци    | 0 (0,0%) | 1.174 (8,9%)   |
| Азијати           | 0 (0,0%) | 148 (1,1%)     |
| Хиспаноамериканци | 0 (0,0%) | 338 (2,6%)     |
| Укупно            | 0        | 13.143         |